# Округ Гринбрајер (Западна Вирџинија)
Гринбрајер (енгл. Greenbrier County) је округ у америчкој савезној држави Западна Вирџинија.

## Демографија
По попису из 2010. године број становника је 35.480, што је 1.027 (3,0%) становника више него 2000. године.
| Група             | 2000.          | 2010.          |
| Белци             | 32.632 (94,7%) | 33.330 (93,9%) |
| Афроамериканци    | 1.048 (3,0%)   | 981 (2,8%)     |
| Азијати           | 64 (0,2%)      | 142 (0,4%)     |
| Хиспаноамериканци | 236 (0,7%)     | 422 (1,2%)     |
| Укупно            | 34.453         | 35.480         |